# VDI 3899
Die Richtlinienreihe VDI 3899 ist eine Reihe technischer Standards des Vereins Deutscher Ingenieure (VDI). Sie beschäftigt sich mit der Erfassung und Behandlung bzw. Verwertung von Deponiegas. Die beiden Richtlinien dieser Reihe wurden in den Jahren 2016 (Blatt 1) und 2020 (Blatt 2) veröffentlicht. Die Richtlinien sind zweisprachig (deutsch/englisch); die jeweilige deutsche Sprachfassung ist verbindlich. Zuständig für die Richtlinien ist der Fachbereich „Umweltschutztechnik“ der Kommission Reinhaltung der Luft. Sie werden über DIN Media vertrieben.

## Inhalt
Die Richtlinienreihe besteht aus den Blättern 1 (Emissionsminderung – Deponiegas – Deponiegasverwertung und -behandlung) und 2 (Emissionsminderung – Deponiegas – Systeme zur Deponiegaserfassung und Belüftung). In Blatt 1 werden die verschiedenen Techniken und Verfahren zur Behandlung und Verwertung von Deponiegas, die dem Stand der Technik entsprechen, aufgeführt. Dazu zählen unter anderem
- Biofiltration,
- mikrobielle Methanoxidation,
- Abfackelung,
- Verbrennung mit Gewebebrenner,
- regenerative thermische Oxidation,
- Hochtemperaturverbrennung in einer Muffelbrennkammer,
- flammenlose Oxidation und
- Verwertung in Kraftmaschinen wie
  - Mikrogasturbinen,
  - Gas-Ottomotoren,
  - Zündstrahlmotoren sowie
  - Stirlingmotoren.

Blatt 2 beschreibt die Planung und Dimensionierung von Entgasungsanlagen auf Deponien sowie Maßnahmen zu In-situ-Stabilisierung. Ebenfalls behandelt werden der Betrieb dieser Anlagen sowie deren laufende Anpassung und Optimierung.

## Rechtliche Einordnung
Als Bestandteil des VDI-/DIN-Handbuchs Reinhaltung der Luft erfolgt in Abschnitt 5.1.1 der TA Luft ein dynamischer Verweis auf die Richtlinien. Sie sollen bei der Ermittlung des Standes der Technik „als Erkenntnisquelle herangezogen werden“. Im Bundeseinheitlichen Qualitätsstandard (BQS) 10-1 „Deponiegas“ vom 10. November 2021 der Länderarbeitsgemeinschaft Abfall wird mehrfach auf die Richtlinien verwiesen.